# بيلي باكر
بيلي باكر (بالهولندية: Billy Bakker)‏ هو لاعب هوكي الحقل هولندي، ولد في 23 نوفمبر 1988 في أمستردام في هولندا.

## وصلات خارجية
- بيلي باكر على موقع الاتحاد الدولي للهوكي (الإنجليزية)
- بيلي باكر على موقع اللجنة الأولمبية الدولية (الإنجليزية)
- بيلي باكر على موقع أوليمبيديا (الإنجليزية)
- بيلي باكر على موقع تيم أن.أل (الهولندية)